# 신관초등학교
신관초등학교는 대한민국 충청남도 공주시에 있는 공립 초등학교이다.

## 학교 연혁
- 1961년 5월 1일 개교
- 1981년 3월 1일 병설 유치원 개원
- 1994년 3월 20일 어린이TV방송국 설치
- 1995년 9월 1일 식당 개관 및 전교생 급식 실시
- 1996년 10월 25일 통일교육 도지정
- 1998년 11월 10일 시교육청지정 효교육시범학교 운영 공개
- 2000년 11월 9일 도교육청지정 정보화시범학교 운영 공개
- 2002년 3월 1일 제16대 임성수 교장 취임
- 2003년 2월 18일 제39회 졸업식(총 6,543명)
- 2003년 3월 1일 50학급 편성
- 2003년 9월 1일 신관유치원 단설로 독립(유치원 2학급, 유아방 1학급 편성)
- 2004년 2월 28일 제40회 졸업식(총 6,871명)
- 2004년 3월 1일 47학급 편성
- 2004년 3월 1일 제17대 임동근 교장 취임
- 2005년 2월 21일 제41회 졸업식(총 7,185명)
- 2005년 3월 1일 45학급 편성
- 2006년 2월 18일 제42회 졸업식(총 7,459명)
- 2006년 3월 1일 44학급 편성
- 2006년 9월 1일 제18대 임헌유 교장 취임
- 2007년 2월 15일 제43회 졸업식(총 7,760명)
- 2007년 3월 1일 44학급 편성
- 2008년 2월 17일 제44회 졸업식(총 8,042명)
- 2008년 3월 1일 42학급 편성
- 2009년 2월 18일 제45회 졸업식(총 8,296명)
- 2009년 3월 1일 43학급 편성
- 2010년 2월 18일 제46회 졸업식(총 8,560명)
- 2010년 3월 1일 42학급 편성
- 2011년 2월 16일 제47회 졸업식(총 8,814명)
- 2011년 3월 1일 45학급 편성
- 2012년 2월 21일 제48회 졸업식(총 9,070명)
- 2012년 3월 1일 43학급 편성
- 2013년 2월 14일 제49회 졸업식(총 9,335명)
- 2013년 3월 1일 42학급 편성
- 2014년 2월 13일 제50회 졸업식(총 9,528명)
- 2014년 3월 1일 41학급 편성
- 2015년 2월 17일 제51회 졸업식(총 9,737명)
- 2015년 3월 1일 38학급 편성

## 참고 자료
- 신관초등학교 - 한국교육학술정보원 학교알리미